# سفارة إسبانيا في النمسا
سفارة إسبانيا في النمسا هي أرفع تمثيل دبلوماسي لدولة إسبانيا لدى النمسا. تقع السفارة في فيينا وهي تهدف لتعزيز المصالح الإسبانية في النمسا.

## وصلات خارجية
- قائمة سفارات إسبانيا
- قائمة السفارات في النمسا